# Les Feux d'Askell
Les Feux d'Askell est une série de bande dessinée scénarisée par Christophe Arleston et dessinée et mise en couleurs par Jean-Louis Mourier en couleur directe. Comptant trois tomes sortis de 1993 à 1995, elle est éditée par Soleil Productions, à l'origine dans la collection « Soleil de nuit ». Composée d'histoires réparties sur deux tomes, elle a été interrompue après le troisième tome, laissant incomplète l'histoire du second diptyque.

## Synopsis
La série, se déroulant sur Askell (du breton « aile, nageoire »), une planète presque entièrement recouverte par la mer, mélange heroic fantasy, humour et érotisme. Elle relate les aventures de l'équipage de cinq personnes d'un « bateau spectacle » : Keresquin de Villoque, pédant poète itinérant et propriétaire du bateau ; Tittle, mousse ; Dao X'Ian, « un preux mercenaire à la hache affûtée » ; Brumaire Courte-dague, « un ténébreux coupe-jarret habile au lancer de couteaux » ; et Cybil la Nocturne, « une sculpturale danseuse au bouillonnant caractère ». Askell mêle intrigues maritimes de bateaux en bateaux et d'îles en îles, où marchands, contrebandiers, mercenaires, poètes et monstres marins se disputent l'immense étendue d'eau qu'est Askell.

## Albums
- t. 1, L'onguent admirable, Christophe Arleston (scénario), Jean-Louis Mourier (dessin, couleur), Soleil Productions, 1993, 44 p.  (ISBN 9782877641739)
- t. 2, Retour à Vocable, Christophe Arleston (scénario), Jean-Louis Mourier (dessin, couleur), Soleil Productions, 1994, 44 p.  (ISBN 9782877642187)
- t. 3, Corail sanglant, Christophe Arleston (scénario), Jean-Louis Mourier (dessin, couleur), Soleil Productions, 1995, 44 p.  (ISBN 9782877643573)
- Intégrale tomes 1 à 3, Christophe Arleston (scénario), Jean-Louis Mourier (dessin, couleur), Soleil Productions, 1997, 137 p.  (ISBN 9782302013278)

## Quatrième tome
Le quatrième tome, au titre provisoire La princesse sans mémoire, doit clore l'histoire initiée dans le tome précédent, Corail sanglant. Son éventuelle date de sortie et état d'avancement sont inconnus et contradictoires, les auteurs étant fort accaparés par leurs propres séries, notamment celles de l'univers de Troy, Les Forêts d'Opale,  Les Naufragés d'Ythaq, Ekhö monde miroir, etc. La fiche de la série sur le site BD Gest' indique cependant la série comme « abandonnée ».

### Citations sur l'état d'avancement
Les dernières informations officielles, provenant d'Arleston en personne, remontent à 2007.
- Citation d'Arleston parlant de leur frustration à ne pas pouvoir retravailler sur Askell (2005) :

« Bien sûr on y pense sans cesse, à ce tome 4 des Feux. Ça reste un gros caillou dans notre godasse ! Et on a très envie de le faire. Le problème est que le travail de Jean-Louis sur cette série est loin d'être ordinaire, et que c'est 5 à 6 fois plus de boulot qu'un album normal. Et Jean-Louis y parvenait à l'époque parce qu'il avait 15 ans de moins, qu'il y laissait sa santé et ses nuits, et qu'aujourd'hui il serait impossible et impensable de refaire un album dans les mêmes conditions. Donc l'idée est toujours d'avancer le 4° Feux petit à petit, en parallèle avec les Trolls, sur 2 ou 3 ans. On devait s'y remettre en 2002, mais Jean-Louis s'est alors embarqué dans une histoire de librairie-resto à Marseille qui lui a bouffé beaucoup d'énergie et de temps. Maintenant il est de nouveau prêt à se remettre aux Feux: on recommence les premières planches avant fin 2005. Mais quand l'album sera t-il terminé ? Mystère ! On ne peut rien promettre.
Par contre, une précision. Les Feux a toujours été prévu comme une série d'histoires complètes en deux albums. Ce qui signifie que si on ne lit pas le T3, il n'y a aucune frustration ! Le 1 et 2 forment une histoire complète qui n'a pas besoin de suite. Par contre, c'est vrai que le 3 sans le 4, ça ne le fait pas... »

- Citation d'Arleston, annonçant que Mourier a recommencé à travailler sur Askell (2006) :

« Le Askell... cette fois, Mourier est dessus. Il s'est entraîné avec 3 pages dans le 3° tome du collectif Gainsbourg. »

- Citation d'Arleston évoquant la place que prend la série Troll dans leur emploi du temps et son influence sur l'avancement d'Askell (2007) :

« Hum, Askell sur les rails, ça veut pas dire fini avant le Troll suivant ! Ça veut dire entamé en parallèle sur deux ou trois Trolls! »